# Б'єрн Бах
Б'єрн Бах (нім. Björn Bach; 21 червня 1976, Магдебург) — німецький весляр-байдарочник, виступав за збірну Німеччини у другій половині 1990-х — першій половині 2000-х років. Срібний призер літніх Олімпійських ігор у Сіднеї та Афінах, шестиразовий чемпіон світу, дворазовий чемпіон Європи, багаторазовий переможець та призер першостей національного значення.

## Життєпис
Бйорн Бах народився 21 червня 1976 року в Магдебурзі, федеральна земля Саксонія-Ангальт. Активно займатися веслуванням на байдарці почав у тринадцять років, проходив підготовку в місцевому магдебурзькому спортивному клубі під керівництвом тренера Гюнтера Белінга.
Першого серйозного успіху на дорослому міжнародному рівні досягнув у сезоні 1997 року, коли потрапив в основний склад німецької національної збірної і побував на чемпіонаті світу в канадському Дартмуті, звідки привіз одразу три нагороди різного ґатунку: в четвірках виграв бронзу на двохстах метрах, срібло на п'ятистах і золото на тисячі. Рік по тому на світовій першості в угорському Сегеді зробив золотий дубль, здобув перемогу відразу на двох дистанціях байдарок-четвірок — на 500 і 1000 м. Ще через рік на аналогічних змаганнях у Мілані захистив чемпіонське звання в четвірках на п'ятистах метрах, однак на тисячі змушений був задовольнитися сріблом, у вирішальному заїзді програв команді Угорщини.
2000 року Бах дебютував у заліку європейських першостей, на турнірі в польській Познані здобув дві золоті медалі в заїздах на кілометр і півкілометра. Бувши одним із лідерів німецької національної збірної, успішно пройшов кваліфікацію на літні Олімпійські ігри в Сіднеї, де у складі екіпажу Яна Шефера, Марка Цабеля і Штефана Ульма в кілометровій програмі четвірок став срібним призером — у фіналі їх знову випередили угорці.
На чемпіонаті Європи 2001 року в Мілані в четвірках на тисячі метрів Бах взяв срібло, а пізніше в тій самій дисципліні завоював золото на чемпіонаті світу в Познані. У наступному сезоні здобув срібну медаль на світовій першості в іспанській Севільї, в четвірках на дистанції 1000 метрів обігнав усі екіпажі крім збірної Словаччини. Потім на чемпіонаті світу 2003 року в американському Гейнсвіллі показав у тій самій дисципліні третій результат, першою і другою були збірні Словаччини та Угорщини відповідно. По закінченні олімпійського циклу вирушив на Олімпійські ігри 2004 року в Афіни, де в складі четвірок за участю Андреаса Іле, Марка Цабеля і Штефана Ульма додав до послужного списку ще одну срібну медаль на кілометровій дистанції.
Після афінської Олімпіади Бах ще протягом декількох років залишався в основному складі збірної Німеччини і продовжував брати участь у найбільших міжнародних регатах. Так, 2005 року на чемпіонаті світу в хорватському Загребі в четвірках він виграв срібну медаль на двохстах метрах і золоту на тисячі, ставши таким чином шестиразовим чемпіоном світу. Останній раз показав значущий результат у 2006 році на чемпіонаті Європи в чеському Рачиці, коли отримав бронзу в кілометровому заліку четвірок. Також того сезону брав участь у першості світу у Сегеді, але в жодній з дисциплін не зміг потрапити в число призерів, у результаті чого незабаром вирішив завершити кар'єру професійного спортсмена.